# Rochester Hills
Rochester Hills és una ciutat del comtat d'Oakland a l'estat de Michigan dels Estats Units.
Segons el cens del 2020, la ciutat tenia una població total de 76.300 habitants. És la 14a ciutat més gran de Michigan.
L'àrea de l'actual municipi va ser ocupada per primera vegada per colons d'ascendència europea el 1817, i es va organitzar com a Municipi d'Avon el 1835. La Ciutat de Rochester es va incorporar el 1967, mentre que l'àrea restant del Municipi d'Avon es va incorporar i es va rebatejar com a Ciutat de Rochester Hills el 1984.
Considerada com a suburbi nord de l'àrea metropolitana de Detroit, Rochester Hills es troba a 19,3 km al nord de Detroit.